# Höhenmarke

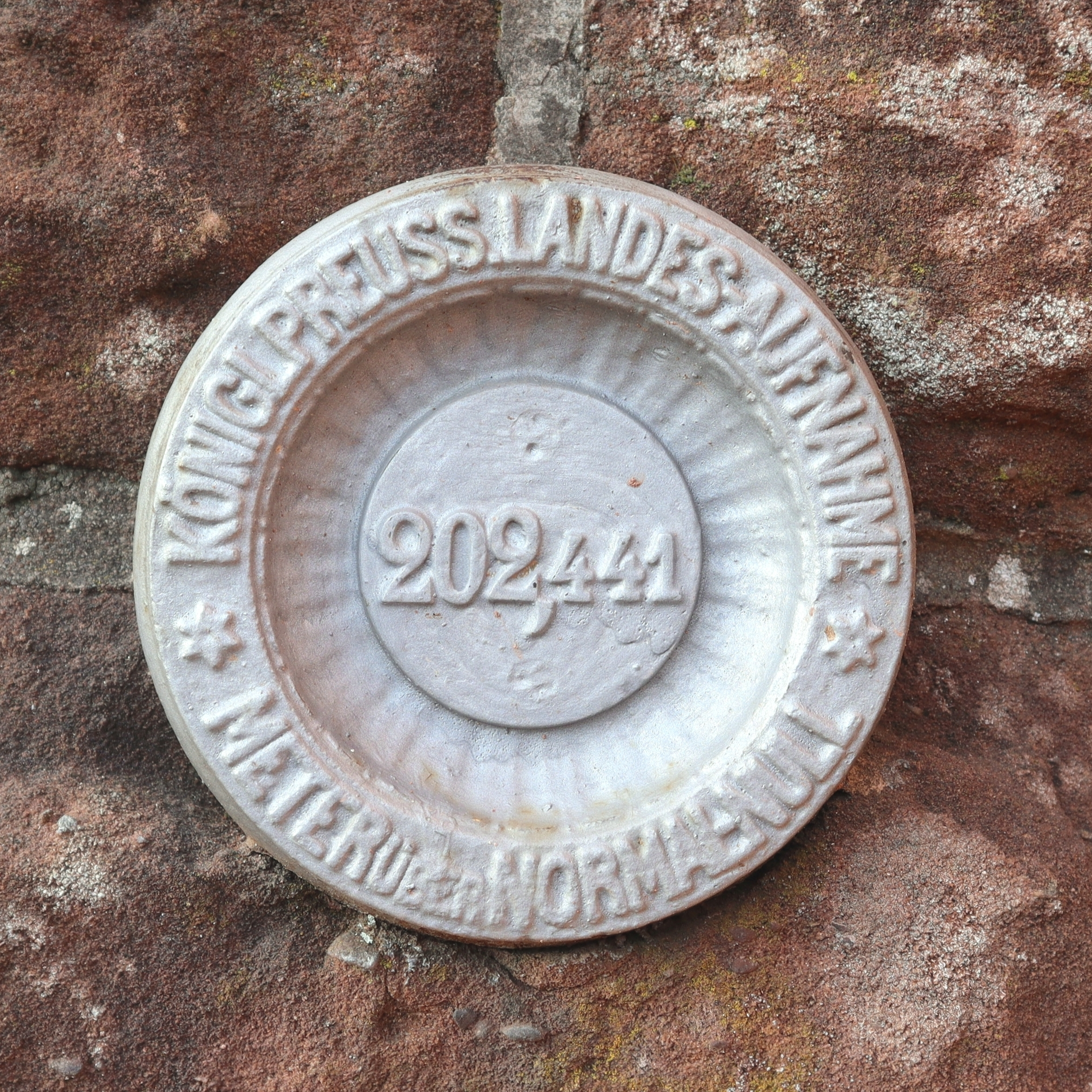
Höhenmarke (ca. 1894) der Königlich Preußischen Landesaufnahme an der Pfarrkirche St. Erasmus in Trassem

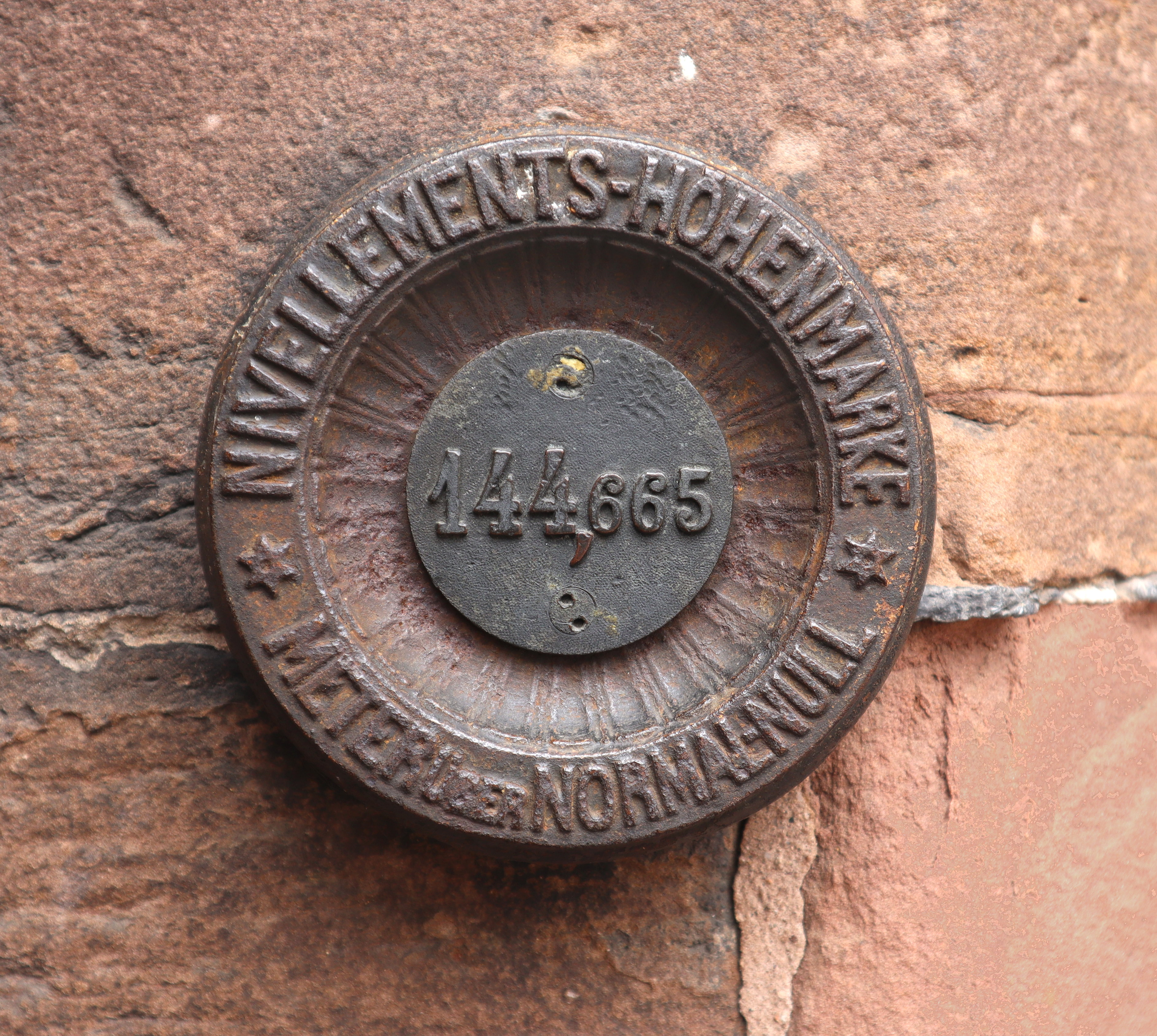
Höhenmarke (Variante) der Königlich Preußischen Landesaufnahme am Straßburger Münster (Frankreich)

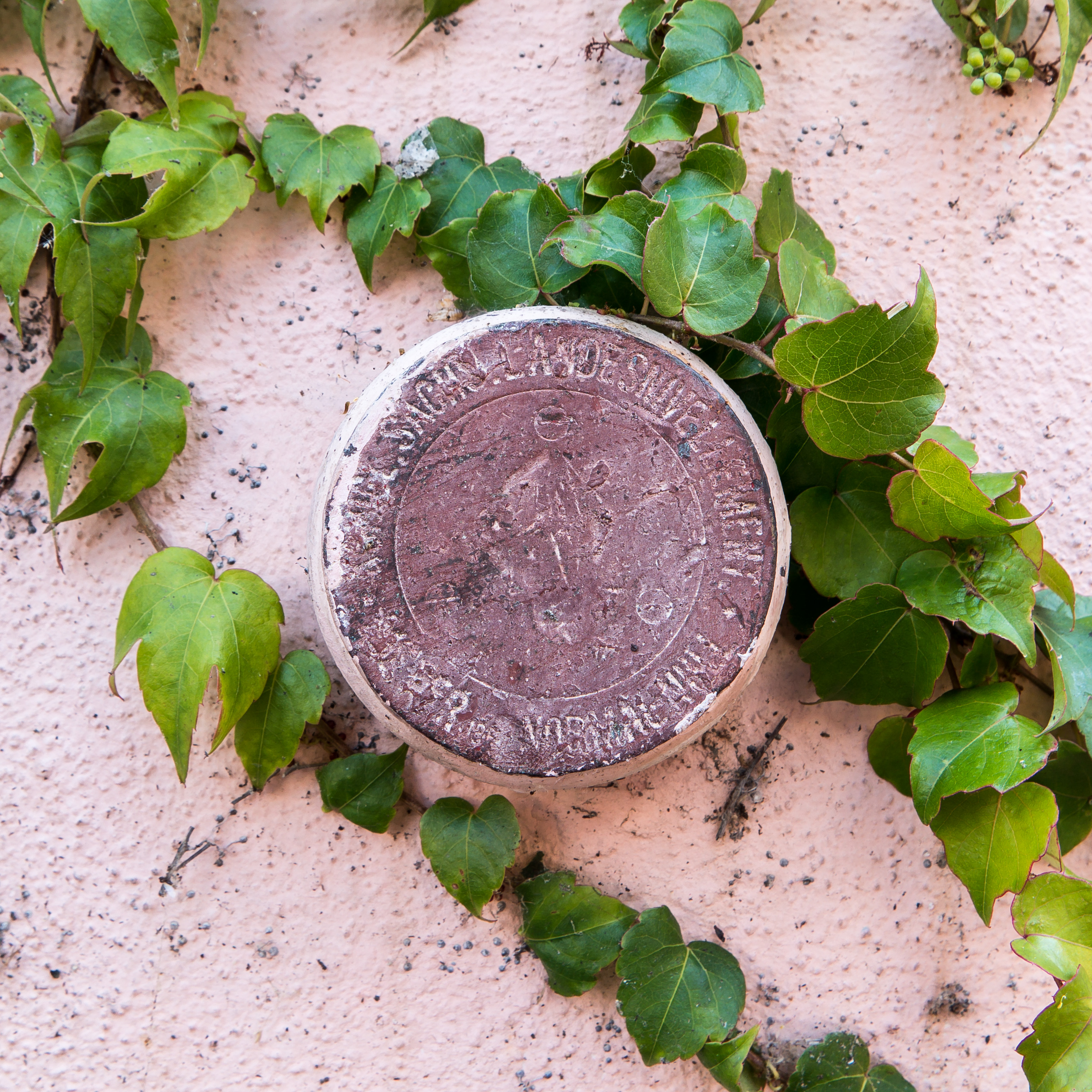
Höhenmarke (ca. 1909) der Königlich Sächsischen Landesaufnahme (Landesnivellement) am alten Rathaus in Wurzen (Sachsen)

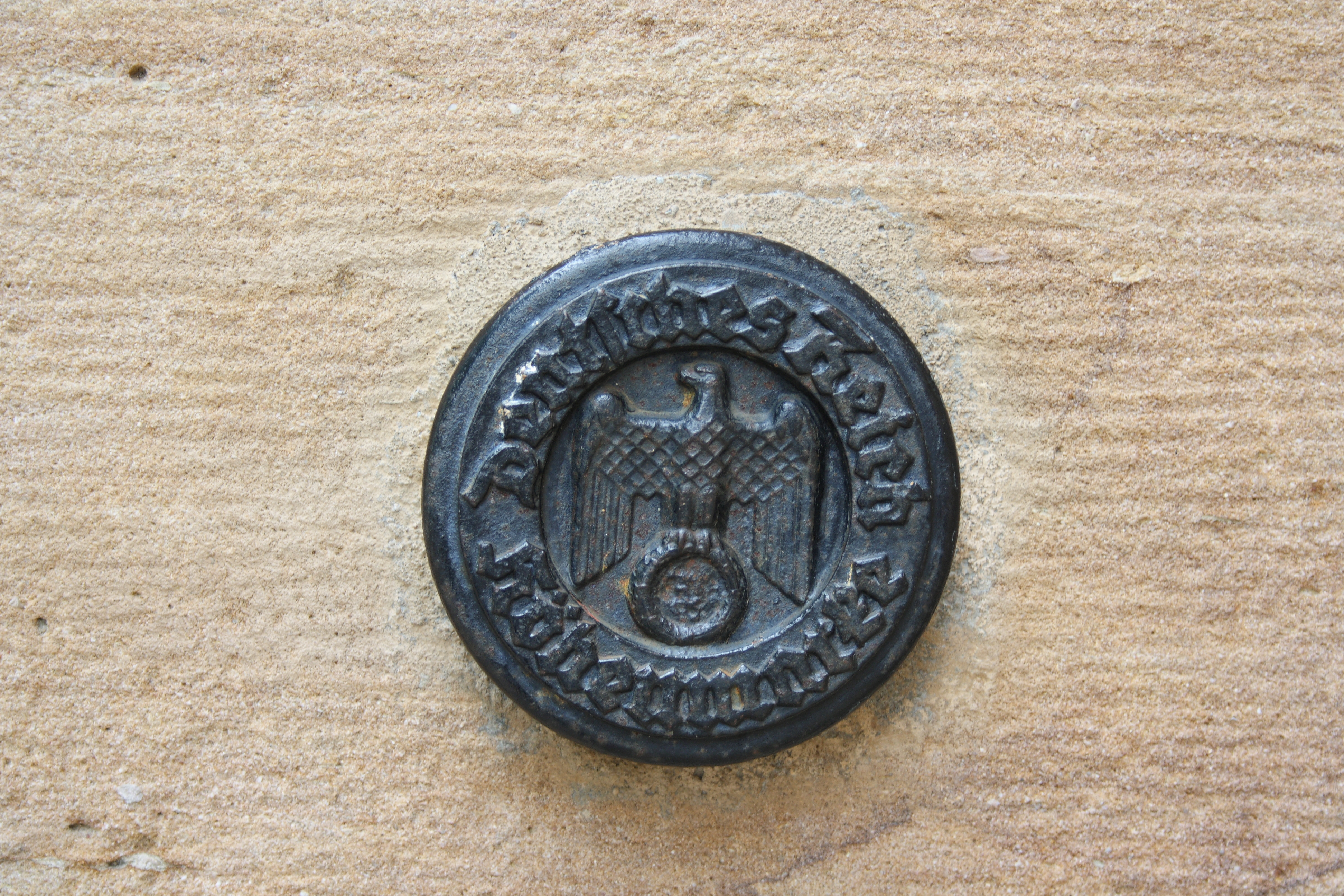
Höhenmarke (ca. 1937) des Reichsamtes für Landesaufnahme in Lauterbach (Hessen)

Mit Höhenmarke oder Höhentafel wird im allgemeinen Sprachgebrauch ein Vermessungspunkt zur Angabe einer Höhe in Metern über dem Meeresspiegel bezeichnet.
In der Fachterminologie der Geodäten wird nur eine spezielle Art von Höhenfestpunkten (HFP) als Höhenmarke (HM) bezeichnet.
- Höhenmarken der Königlich Preußischen Landesaufnahme
- Höhenmarken der Königlich Sächsische Landesaufnahme (Landesnivellement)
- Höhenmarken des Reichsamtes für Landesaufnahme

Die davon zu unterscheidende Lochmarke mit Schutzabdeckung und der Aufschrift „Europäische Gradmessung (Höhenmarke)“ wurde bei den Nivellements vom Königlich Preußisches Geodätisches Institut vermarkt. Wie die Höhentafel neuerer Bauart decken beide eine zylindrisch ausgebohrte Lochmarke bzw. einen Lochbolzen aus Messing ab, der ebenfalls eine Bohrung hat und mauergleich eingebracht ist. Der Höhenbezugspunkt ist die Bohrungsmitte.
Höhenmarken werden seit 1945 nicht mehr verwendet.

## Geschichtliches
Die Bauart der Höhenmarken und Lochmarken ist im Zuge der technischen Entwicklung des geometrischen Nivellements seit der Mitte des 19. Jahrhunderts den Anforderungen für eine gute Vermarkung jeweils angepasst worden. Die organisatorischen und politischen Strukturen vor und nach der Reichsgründung im Jahr 1871, die Anforderungen des Eisenbahn- und Wasserbaus und die Aktivitäten von Baeyer, Bauernfeind, Schreiber u. a. führen zur unterschiedlichen Ausgestaltung der Vermarkung.
Die unterschiedlichen Bauarten lassen sich den Gradmessungs-Nivellements mit den verwendeten Lochmarken und den Nivellements der Trigonometrischen Abteilung der Königlich Preußischen Landesaufnahme (KPL) sowie deren Nachfolgebehörde mit den Höhenmarken zuordnen. Die Gradmessungs-Nivellements (1865–1894) wurden von wissenschaftlichen Instituten oder Gradmessungskommissionen bearbeitet. Die im etwa gleichen Zeitraum (1868–1894) ausgeführten Präzisionsnivellements der KPL erstreckten sich mit Ausnahme der Länder Baden, Bayern, Mecklenburg, Sachsen und Württemberg auf das Gebiet des Königreiches Preußen einschließlich Elsass-Lothringen.

## Bauart Höhenmarke
Die Trigonometrische Abteilung der Königlich Preußischen Landesaufnahme hat die Bauart der Lochmarken von Beginn an abgelehnt und Schreiber hat mit Blick auf die dauerhafte Vermarkung als Verbesserung ab 1882 Höhenmarken mit vorstehendem, gewölbten Kopf eingeführt, dessen höchster Punkt als Höhenpunkt definiert ist. Die Höhenfestpunkte sind bereits seit den ersten Messungen ab 1868 so gestaltet, dass die Nivellierlatte mit ihrer rechtwinklig zur Längsachse stehenden Aufsatzfläche unmittelbar auf den höchsten Punkt der Vermarkung z. B. der Höhenmarke gestellt werden kann.
Die Höhenmarke aus schmiedbarem Gusseisen hat in Preußen einen Kopf von 144 mm Durchmesser mit der Inschrift „KÖNIGL.PREUß.LANDES-AUFNAHME“. Eine sehr selten vorkommende Variante hat die obere Inschrift „NIVELLEMENTS-HÖHENMARKE“. Der Schaft der Höhenmarke mit einer Länge von 190 mm und einem Querriegel wurde im Mauerwerk stabiler Gebäude z. B. Kirchtürmen etwa 1 m über dem Boden einzementiert. In der Mitte befindet sich eine Bronzeplatte von 60 mm Durchmesser - vereinzelt noch mit der Höhenzahl, die erst nach endgültiger Berechnung des Höhenwertes eingeschraubt wurde. Bei späteren Erneuerungsmessungen hat man wegen der zu erwartenden Änderung wieder eine glatte Verschlussplatte ohne Höhenzahl eingesetzt und später aus Kostengründen so belassen.
Auf allen ab 1882 nivellierten Linien des Ur-Nivellements sind Höhenmarken etwa in Abständen von 10 km zeitgleich mit den benachbarten Höhenfestpunkten vermarkt worden. Bei älteren Linien hat man die Höhenmarken erst nachträglich vermarkt und einnivelliert.
Bei der Inschrift der nach fast 140 Jahren noch erhaltenen und für Nivellements verwendeten Höhenmarken kann der Teil „KÖNIGL.“ oder auch „PREUß.“ fehlen. Diese Schriftteile sind nach der Novemberrevolution von 1918/19, die in der Endphase des Ersten Weltkrieges zum Sturz der Monarchie im Deutschen Reich führte, bei Vermessungsarbeiten nachträglich abgefeilt worden.
Beim sächsischen Landesnivellement (1909–1927) wurden ungefähr im Abstand von 10 km und bei Knotenpunkten des Nivellementnetzes Höhenmarken mit einem Schaft und Querriegel aus Gusseisen und einem Kopf aus Messing eingesetzt. Auf dem äußeren Ring der Stirnseite befindet sich die Aufschrift „KÖNIGL.SÄCHS.LANDESNIVELLEMENT - METER über NORMAL-NULL“. Die nach Beendigung der Arbeiten ermittelte Höhenangabe über Normal-Null wurde aus Kostengründen nicht mehr eingraviert.
Seit 1937 hergestellte Höhenmarken tragen in der Mitte das Hoheitszeichen und am Rande die Inschrift „Deutsches Reich - Höhenmarke“.

## Bauart Lochmarke
Schon im Jahr 1873 richtet Christian August Vogler die Aufmerksamkeit auf Form, Lage und gute Verwendbarkeit der Lochmarken, da man in den Jahren zuvor eine Vielzahl meist ungeeigneter Bezugspunkte wie zylindrische Glasmarken, Bronzeplatten in Felsen, geglättete horizontale Flächen in Decksteinen von Bauwerken an Eisenbahnen und Straßen, Treppenstufen, Plinthen an Gebäuden usw. als Aufsatzpunkt für die Nivellierlatte gewählt hatte.
Man versuchte auf unterschiedlichste Weise, die Ergebnisse des Nivellements im Gelände eindeutig, dauerhaft und für eine bequeme Anwendung festzulegen. Völlig eindeutig war auch im Sinne der Wissenschaftler der Europäischen Gradmessung ein mathematischer Punkt.

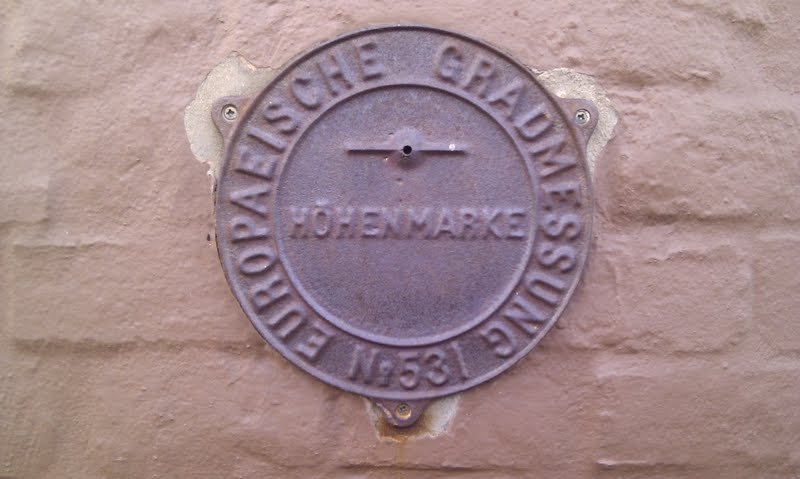
Historische Lochmarke (ca. 1874) Nr. 531 der Europäischen Gradmessung in Bünde (Ostwestfalen)

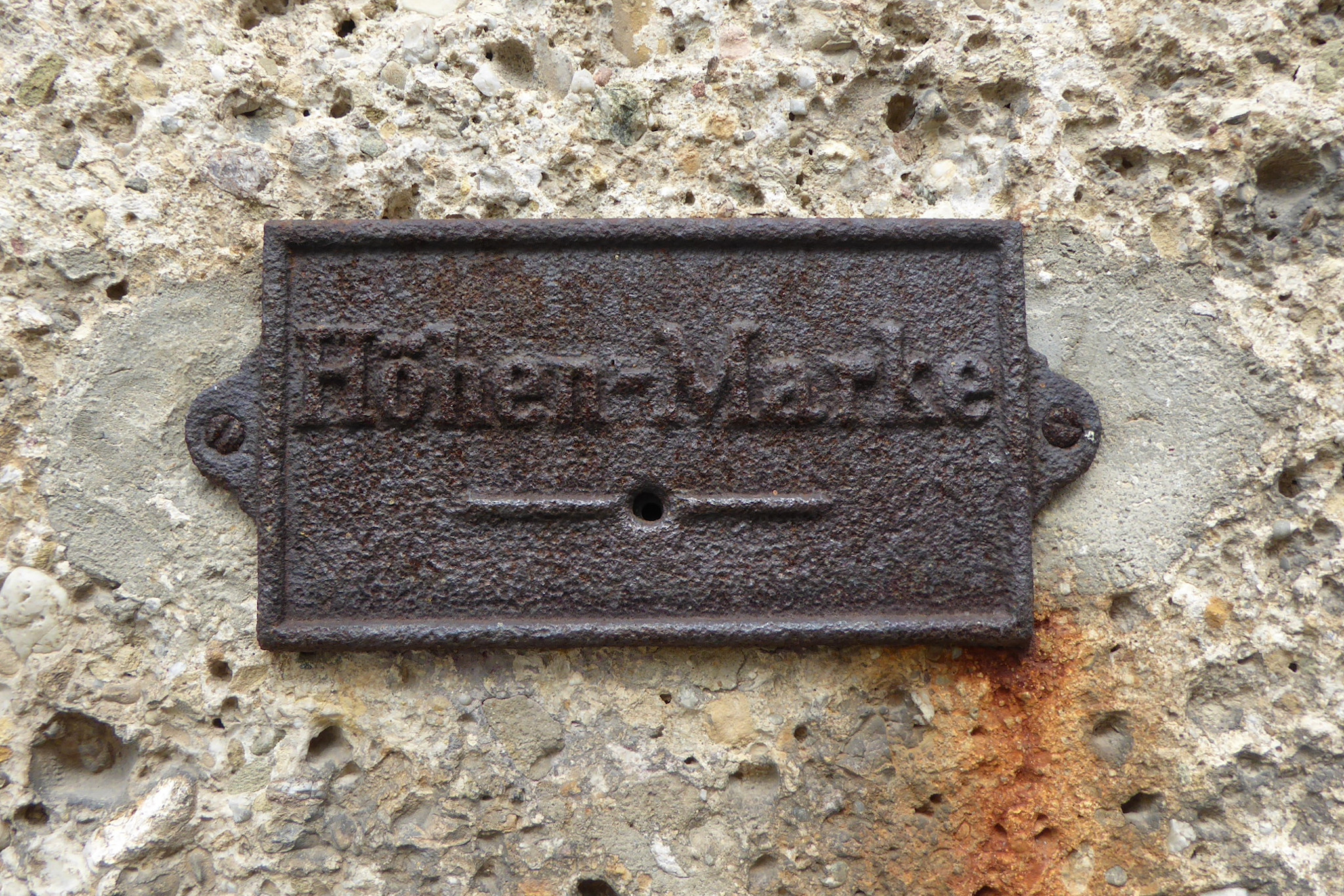
Historische Lochmarke (ca. 1893) an der Stiftspfarrkirche in Altötting (Bayern).

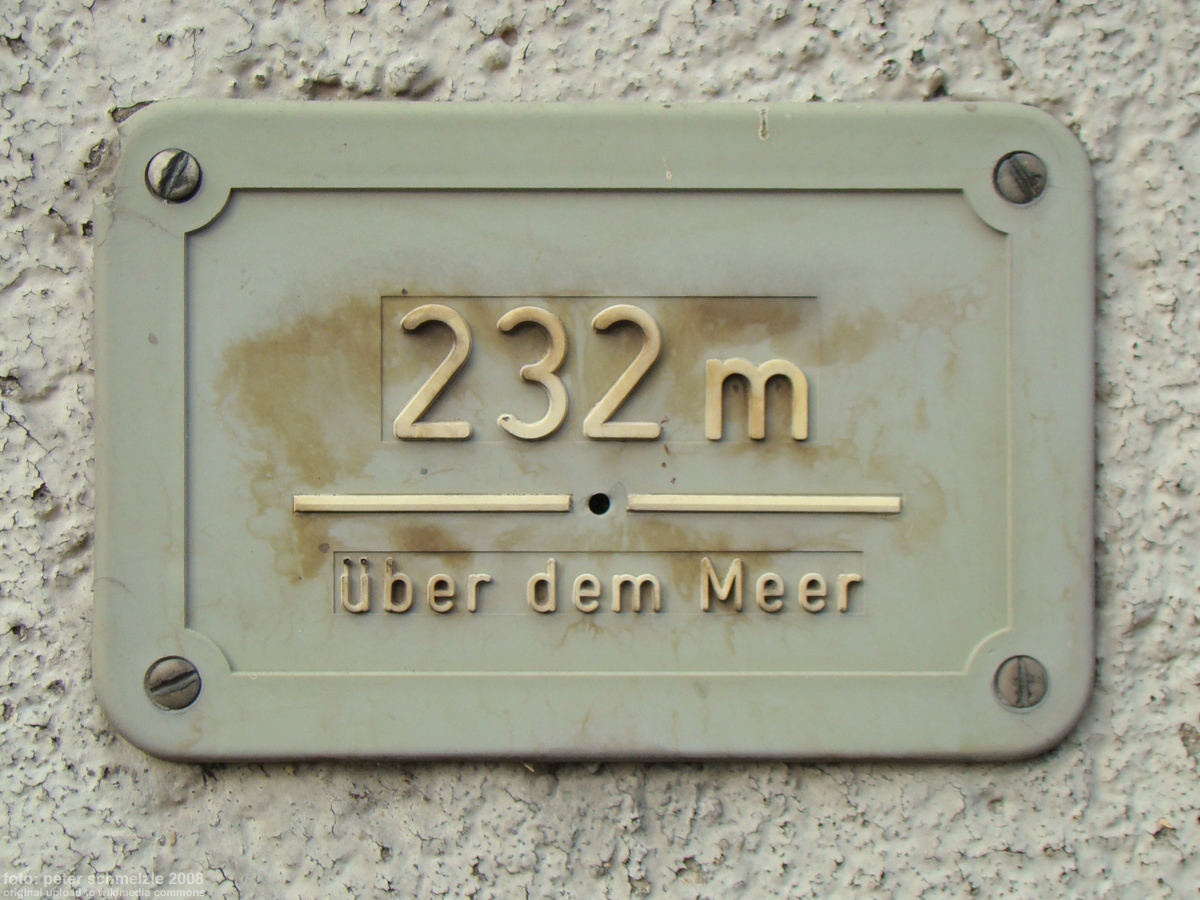
Höhentafel mit Lochmarke am alten Rathaus in Bretzfeld-Schwabbach

Im Rahmen der Konferenzen zur Europäischen Gradmessung berichtet Professor Bauernfeind über die Bereitschaft von Oberbergrat Julius Weisbach - der für Sachsen an der Konferenz teilnimmt - Höhenfestpunkte nach sächsischem Muster für Bayern zu besorgen, die in ähnlicher Form auch vom Königlich Preußischen Geodätisches Institut für die Nivellements zur Verbindung von Meerespegeln auch im norddeutschen Raum (Preußen) verwendet werden.
Die zylindrischen Bolzen aus Messing oder Kupfer mit konischen Kopfenden, einer Länge von 100 mm und 20 mm Durchmesser befestigte man in etwa 2 m über dem Erdboden waagerecht im Mauerwerk eines festen Hauses (meist einem Bahnhofsgebäude) mit Bleiringen und Zementmörtel, sodass nur die Stirnseite des Zylinders sichtbar bleibt. Die Mitte ist durch 10 mm tiefes Bohrloch mit 2 mm Durchmesser gekennzeichnet und das Zentrum der Bohrung an der äußeren Stirnseite ist der Höhenpunkt. Vor dem Verstreichen mit Mörtel konnte durch Antreiben der Bleiringe, einem stählernen Zentrierstift im Bohrloch und einer Libelle eine Feineinstellung des Bolzens vorgenommen werden. Vor dem Bolzen befestigte man mit Holzdübeln eine gusseiserne Schutzabdeckung, die etwa in der Mitte ein Loch vom Durchmesser der Bohrung des Bolzens hatte. Loch und Bohrung wurden genau zur Deckung gebracht. Die runden oder rechteckigen Abdeckungen haben die Aufschrift „Höhenmarke“ oder „Europäische Gradmessung“ und beiderseits des Loches eine angegossene Rippe, die in etwa die Ebene des Höhenpunktes darstellt.
Diese Bauart hat zwar einen eindeutig definierten Höhenpunkt aber den Nachteil, dass ihre Benutzung besondere Geräte und Vorrichtungen erfordert. In die Bohrung war ein genau waagerecht liegender Stift einzustecken, an den eine Hängelatte eingehängt wurde. Deren Teilungsnull musste genau in der Achse des Stiftes liegen. Andere Hilfsgeräte waren die beim Bayerischen Präzisionsnivellement ab 1869 eingesetzten Lattenschieber mit waagerechter Ableselinie eines Diopters, die eine Zielung auf die Mitte des Bohrloches erforderten und diese Höhe mit einem besonderen Maßstab auf die Teilung der neben dem Höhenpunkt stehenden Nivellierlatte zu übertragen war. Zur Vermeidung von Fehlern wurde das Verfahren auch an der anderen Lattenkante wiederholt und als Ergebnis gemittelt.
Später hat man einsteckbare Abnehmerlibellen in einem Messingschaft von etwa 20 cm Länge angefertigt, die auf der einen Seite einen runden Stift für das Bohrloch und auf der anderen Seite eine Schneide für die Übertragung auf die Nivellierlatte hatten. Allen Methoden gemeinsam war allerdings die umständliche und zeitraubende Benutzung.
Unmittelbar unter diesen heute historischen Punkten oder an anderer passender Stelle desselben Gebäudes findet man später eingesetzte Höhenfestpunkte, die durch unmittelbares Aufsetzen der Nivellierlatte ein Abnehmen der Höhe ermöglichen.
In Süddeutschland wurde die Bauart der Lochmarken mit Schutzabdeckung häufig verwendet. Lochmarken finden sich in Norddeutschland nur noch vereinzelt an Bahnhöfen alter Eisenbahnlinien im Verlauf der vom Königlich Preußischen Geodätisches Institut durchgeführten Gradmessungs-Nivellements. Das gesamte Gebiet des Königreiches Preußen einschließlich Elsass-Lothringen ist von der Königlich Preußischen Landesaufnahme mit anderen Höhenfestpunkten wie den Höhenmarken vermarkt und nivelliert worden.

## Übersichtskarte Höhenmarken der KPL
Die Karte stellt die beim Ur-Nivellement in den Jahren 1882 bis 1914 vermarkten Höhenmarken dar.  